# Hugh Robertson
Hugh Robertson (Auchinleck, 29 november 1939 - Edinburgh, 12 maart 2010) was een Schots voetballer en voetbalmanager.
De middenvelder Robertson speelde tussen 1957 en 1965 bij Dundee, dat Schots voetbalkampioen werd in 1961-62, en van 1965 tot 1971 bij Dunfermline, waarmee hij de Schotse beker won in 1967-68. Hij sloot zijn spelersloopbaan af bij Arbroath FC.
Later werd hij manager bij de Deense club Herfølge. Robertson speelde eenmaal met het Schots voetbalelftal (in 1962).